# کالین گرگسون
کالین گرگسون (انگلیسی: Colin Gregson؛ زادهٔ ۱۹ ژانویهٔ ۱۹۵۸) بازیکن فوتبال اهل بریتانیا است.
از باشگاه‌هایی که در آن بازی کرده‌است می‌توان به باشگاه فوتبال وست برومویچ آلبیون، باشگاه فوتبال بلیث اسپارتانس، باشگاه فوتبال پیتربورو یونایتد، و باشگاه فوتبال شفیلد ونزدی اشاره کرد.